# Équipe autonomiste
 (mai 2025).
Équipe autonomiste est un parti politique provincial québécois. Il a été reconnu officiellement par le directeur général des élections du Québec le 21 mars 2012,.
Le parti fut fondé par Éric Barnabé, un ancien membre de l'Action démocratique du Québec (ADQ), qui avait travaillé en tant que président d'une association de circonscription. 
D'autres acteurs impliqués dans l'ADQ ont permis la fondation du parti:
- Carol Nadeau est devenu l'agent et représentant officiel du parti.
- Stéphan Pouleur est devenu plus tard chef du parti et principal ambassadeur du parti durant 12 ans après sa fondation.

Le parti a été fondé en réaction à la fusion de l'ADQ avec la Coalition avenir Québec (CAQ). 
Étant donné la fusion approuvée principalement par les membres de l'ADQ de l'ouest de la province, certains autres membres de l'ADQ, refusant la vision proposée par la CAQ de François Legault, ont choisi de créer un nouveau parti.  Ne pouvant utiliser le nom de l'ADQ qui était mort dans l'opinion publique, le nom du parti Équipe autonomiste a été choisi pour signifier et affirmer des valeurs autonomistes de la défunte ADQ, tout en voulant travailler en équipe avec les citoyens.

## Caractéristiques du parti
Équipe autonomiste est un parti touchant à plusieurs enjeux au Québec et propose des solutions citoyennes respectant les valeurs du parti, tout en s'assurant de vérifier les impacts sociaux, environnementaux et économiques de ses propositions.
Les enjeux suivants sont mis de l'avant :
- Égalité homme-femme dans les deux sens (condition masculine / condition féminine)
- Droit de la famille / équité intergénérationnelle
- Respect des us et coutumes du Québec / valeurs occidentales.
- Gestion des déchets / efficacité environnementale.
- Immigration réfléchie selon les besoins et capacité du Québec
- Abolition des élections partielles au Québec / efficacité du gouvernement.

## Résultats électoraux
|          |          |
| 17 / 125 | (13,6 %) |
|          |          |

|         |       |
| 0 / 125 | (0 %) |
|         |       |

|        |  |
| 0,05 % |  |
|        |  |

|         |       |
| 5 / 125 | (4 %) |
|         |       |

|         |       |
| 0 / 125 | (0 %) |
|         |       |

|        |  |
| 0,01 % |  |
|        |  |

|          |         |
| 12 / 125 | (9,6 %) |
|          |         |

|         |       |
| 0 / 125 | (0 %) |
|         |       |

|        |  |
| 0,03 % |  |
|        |  |

|          |       |
| 10 / 125 | (8 %) |
|          |       |

|         |       |
| 0 / 125 | (0 %) |
|         |       |

|        |  |
| 0,01 % |  |
|        |  |

## Élections partielles
Équipe Autonomiste a une tendance à participer aux élections partielles depuis sa fondation malgré sa proposition d'abolir ce type d'élection.

## Affiches électorales
La plupart des affiches électorales passées du parti sont disponibles à Bibliothèque et Archives nationales du Québec (BAnQ) pour consultation.

## Les actions politiques
- Fondation du colloque des partis émergents pour améliorer la démocratie (2014). Une collaboration avec d'autres partis émergents a permis d'obtenir jusqu'en 2024 une rencontre annuelle avec Élections Québec pour discuter comment améliorer la démocratie québécoise et l'accès au vote informé.
- Participation à divers manifestations et rassemblements politiques.

## Les mémoires
- Dépôt d'un mémoire sur l'énergie (2013)
- Dépôt d'un mémoire sur le projet de loi n° 60 -La charte des valeurs du Québec (2014)
- Dépôt d'un mémoire sur l'égalité homme femme réciproque (2016)
- Dépôt d'un mémoire sur le droit à la famille (2018)
- Dépôt d'un mémoire sur la modification de la loi électorale (2024)

## Les chefs
- Éric Barnabé  à partir du 21 mars 2012
- Gérald Nicolas à partir du 11 mai 2012
- Guy Boivin à partir du 27 juin 2012
- Stéphane Pouleur, intérimaire, à partir du 4 août 2016
- Steve Thérion, intérimaire, à partir du 27 octobre 2022
- Steve Thérion, à partir du 18 novembre 2023
- Louis Chandonnet, intérimaire, depuis le 1er janvier 2025

## Les agents officiels
- Carol Nadeau, depuis le 21 mars 2012

## Les dirigeants
- Stephan Pouleur, à partir du 27 juin 2012
- Hugues Fortin, à partir du 27 juin 2012
- Louis Chandonnet, à partir du 4 août 2016
- Alain Giasson, à partir du 4 août 2016
- Guy Boivin, depuis le 1er janvier 2025
- Steve Therion, depuis le 1er janvier 2025